# Micareta

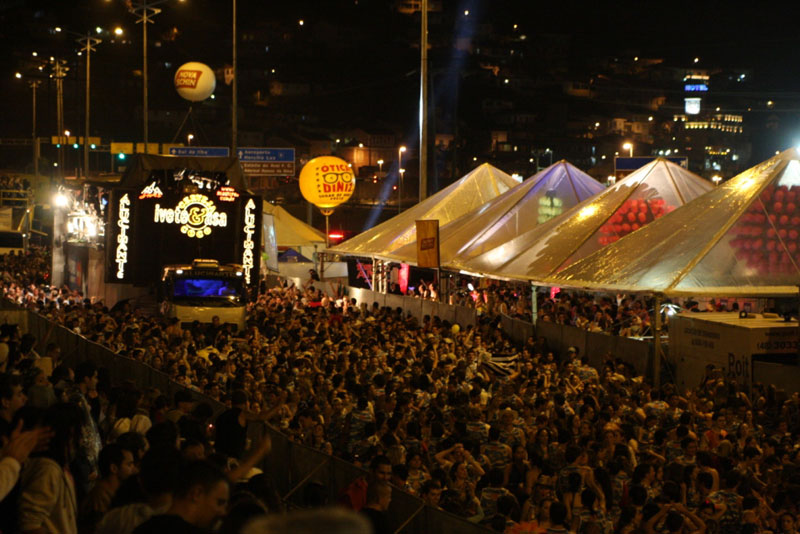
O trio elétrico de Ivete Sangalo no Folianópolis em Florianópolis, em Santa Catarina.

Micareta é a denominação dada no Brasil ao carnaval fora de época. O nome deriva de uma festa francesa, Mi-carême, e, desde os anos 1990, vem se espalhando por várias capitais e cidades brasileiras. Países como Canadá, Portugal e Espanha já realizaram sua "micareta", adaptadas conforme a cultura local.
As origens do carnaval fora de época no Brasil remontam às antigas micaretas europeias que se popularizaram no século XIX.

## História

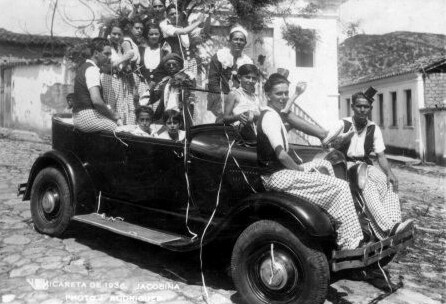
Micareta de Jacobina, na Bahia em 1935.

A origem do carnaval no Brasil está associado ao entrudo. Essa festividade, que consistia em uma batalha de líquidos nas ruas das cidades, foi trazida pelos portugueses e espalhou-se pelos centros urbanos oitocentistas.
No Rio de Janeiro, a imprensa pôs-se contra o entrudo, os limões de cheiro e todo tipo de molhaceira na cidade. Durante os anos de 1880 a 1910, eram inúteis as críticas dos jornalistas e literatos, e frágil a ação da polícia para desanimar os foliões de suas brincadeiras de molhar. Até que o termo "carnaval" passou a ser utilizado pelas autoridades para designar as festas realizadas pelas grandes sociedades com bailes, desfiles e batalhas de confetes, em detrimento do entrudo, que passou a ser visto como algo rude e inculto. Em Salvador, o entrudo foi oficialmente proibido em 1853, pois era visto como jogo sujo, anárquico e incivilizado. Tanto no Rio de Janeiro como em Salvador, a imprensa insistia em tecer elogios esfuziantes aos carnavais elegantes de Nice e Veneza, dando destaque aos bailes à fantasia, desfiles de cordões com bandas de música e carros alegóricos ricamente ornamentados.
Qual a relação entre carnaval e micareta? Mi-carême é uma palavra de origem francesa que significa literalmente "meio da quaresma". Em Paris, o primeiro mi-carême foi comemorado por estudantes, comerciantes, açougueiros, comerciantes e lavandeiras, entre as quais elegiam a rainha. A festa da mi-carême acontecia em Paris desde o século XV. Interessante notar que, até o século XIX, tinha, ainda, aspecto popular. No meio da quaresma, o povo fazia a Queima do Judas e a Serração da Velha.
Essa tradição popular da festa no fim da quaresma aportou no Brasil no século XVIII, por influência lusa. A Missão Artística Francesa que esteve no Brasil no início do século XIX captou em pintura um momento da Malhação do Judas em Sábado de Aleluia.
No início do século XX, foi buscada, na Europa, uma versão sofisticada e elegante para substituir a festa popularizada do Sábado de Aleluia, vista como incoerente diante dos novos ditames civilizatórios dos centros urbanos brasileiros, cujo exemplo maior era o Rio de Janeiro.

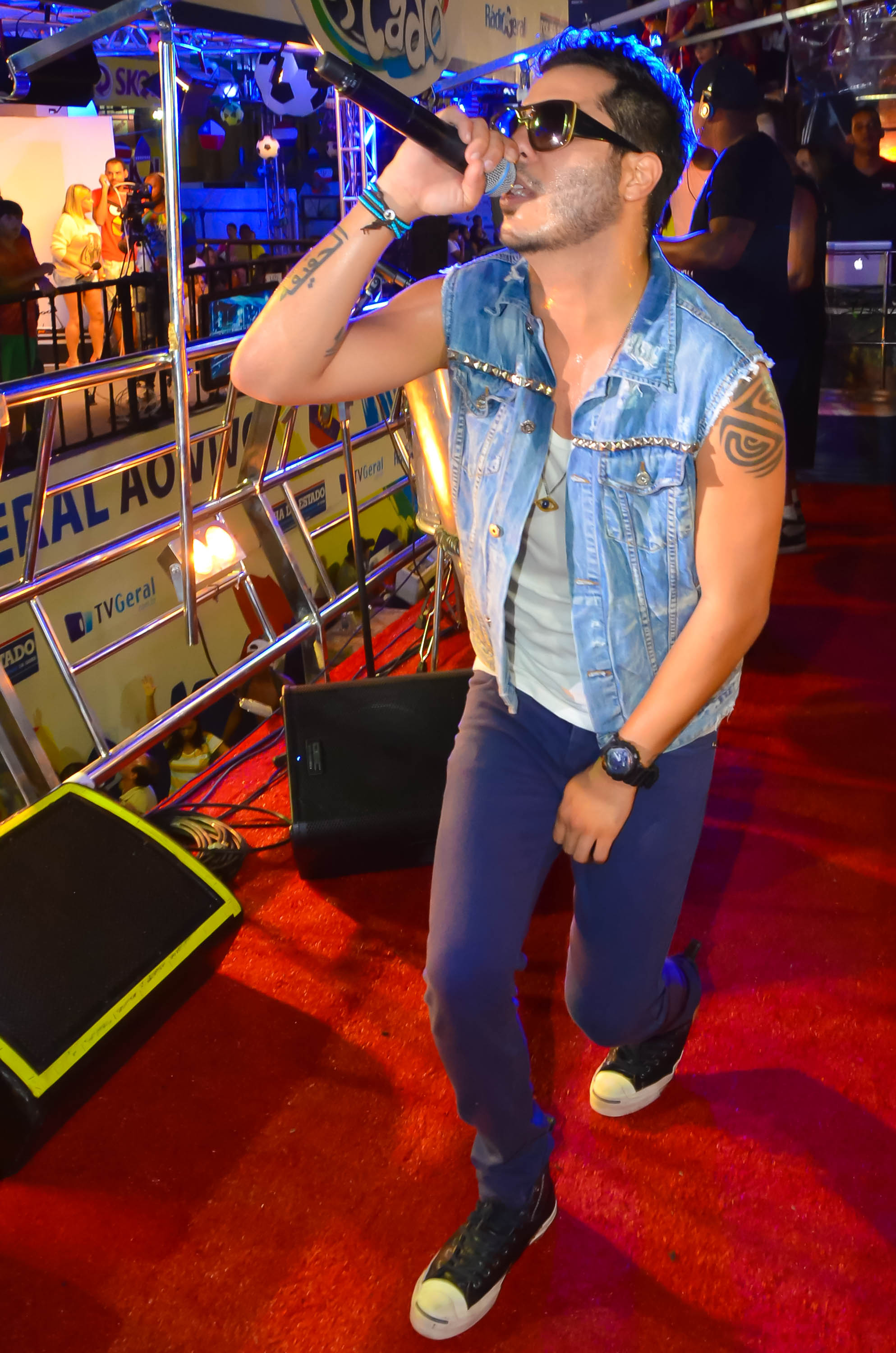
O cantor baiano Fabrício "Tomate" Cardoso Kraychete em apresentação na Micareta de Feira de Santana em 2014.

Olga Simson, no seu estudo "A Burguesia se Diverte no Reinado de Momo", registrou que, em São Paulo, a partir de 1860, no fim da quaresma, realizaram-se bailes de Aleluia à fantasia em teatros da cidade para a elite, animados pelas bandas do corpo da polícia. Os populares também a celebravam com folguedos de rua e de salão, elegendo a rainha da festa. Havia um modismo da nova festa adquirido pela elite, que imitava os carnavais franceses de Nice – os corsos e batalhas de flores. 
A mudança do termo francês Mi-carême para o brasileiro (ou baiano) Micareta ocorreu em 1935, em Salvador.
Segundo a folclorista Hildegardes Viana, a micareta foi introduzida em Salvador porque o carnaval estava perdendo o brilho na capital. A festa foi organizada pela elite local com os seguintes elementos inovadores: "desfiles nas ruas com os três grandes clubes e uma profusão de cordões e blocos. O corso, desfile de cordões de foliões fantasiados em carros abertos, era o mesmo do carnaval, havendo animadas batalhas de confetes e serpentinas".
A festa que deveria substituir o carnaval, no entanto, entrou em decadência. Os organizadores tiveram, então, a ideia de fazer uma eleição para trocar o nome mi-carême e, assim, reanimar a festividade. O jornal A Tarde de Salvador, em 5 de abril de 1935, registrou o resultado da eleição: 
| “ | Morre, não morre, a Micareme ganhou novo alento com a campanha feita pelos jornais para a mudança de nome (...). Depois de ruidosa votação popular, dez nomes foram selecionados para as semifinais: Refolia, Micareta, Carnavalito Arlequinada, 1ª Festa Outonal, Mascarada, Bicarnaval, Precarême, Brincadeira e Remate. Nas finais, Refolia e Micareta se pegaram (...) – vencera Micareta por três votos. | ” |

O ano de 1935 culminou com o processo de popularização desta festa, que era utilizada pelas elites como forma de impor outra maneira de brincar aos demais grupos, com a interiorização da micareta para as cidades de maior porte da Bahia, como Jacobina e Feira de Santana, por exemplo.
As filarmônicas dos clubes que animavam as festas eram grande fator de destaque aos grupos participantes. Mas a micareta dos desfiles dos corsos deixou de ser apreciada pelo povo, que, muitas vezes, sofria proibições, como a de usar máscaras. Em 1950, a invenção do trio elétrico por Dodô e Osmar em Salvador promoveu uma profunda mudança na forma de se brincar a festa.
O "novo carnaval do Brasil", nas palavras de Moraes Moreira, era transformador, pois a música tocada pelo trio logo se contrapôs às antigas filarmônicas e bandas militares que tocavam para um grupo de foliões em desfiles pelas ruas. Curiosamente, quando o povo tomou conta da rua para dançar atrás do trio elétrico, as elites buscaram novamente os clubes sociais, porém não demorou para que retornassem às ruas, privatizando o espaço público nos chamados blocos carnavalescos.
Na atualidade, há uma indústria cultural que lucra milhões de reais oferecendo, por todo o Brasil, durante o ano inteiro, entretenimento com as bandas de axé music, suas estrelas pops e trios elétricos com toneladas de equipamentos para oferecer som de alta qualidade aos blocos carnavalescos.

## Motivações Econômicas
Um dos principais motivos da realização das micaretas é econômico: no período momesco, os cachês artísticos e aluguel dos trios elétricos atingem valores muito altos, além de competir com as maiores e tradicionais festas: Salvador, Brasília, Rio de Janeiro, Recife e São Paulo, por exemplo. Com a comemoração em outra época, não apenas há uma economia na contratação dos artistas e equipamentos, ou a falta de público que prefira os grandes centros, como, ainda, os artistas e donos de trios também encontram ocupação por todo o ano (algo que não ocorria até o advento da Axé Music, na década de 1980).